# Станю Едрев
Станю Петков Едрев е български революционер, деец на Вътрешната македоно-одринска революционна организация.

## Биография
Роден е в 1872 година в лозенградското българско село Карадере, тогава в Османската империя. Привлечен е в революционната организация и участва в местния революционен комитет. Участва в Илинденско-Преображенското въстание през лятото на 1903 година с четата на Георги Кондолов, а по-късно с четата на Михаил Герджиков. Участва в Превземането на Василико и в други сражения. При потушаването на въстанието охранява изтеглянето на бежанците към Свободна България. След въстанието емигрира в Княжеството и се установява в село Долен Близнак, Варненско, където умира на 12 февруари 1940 година.
На 17 април 1943 година вдовицата му Кера, 65-годишна, родом от Карадере, като жителка на Долен Близнак, Варненско, подава молба за българска народна пенсия. Молбата е одобрена и пенсията е отпусната от Министерския съвет на Царство България.